# Oberea kostini
Oberea kostini là một loài bọ cánh cứng trong họ Cerambycidae.